# Oudkerkslavisch

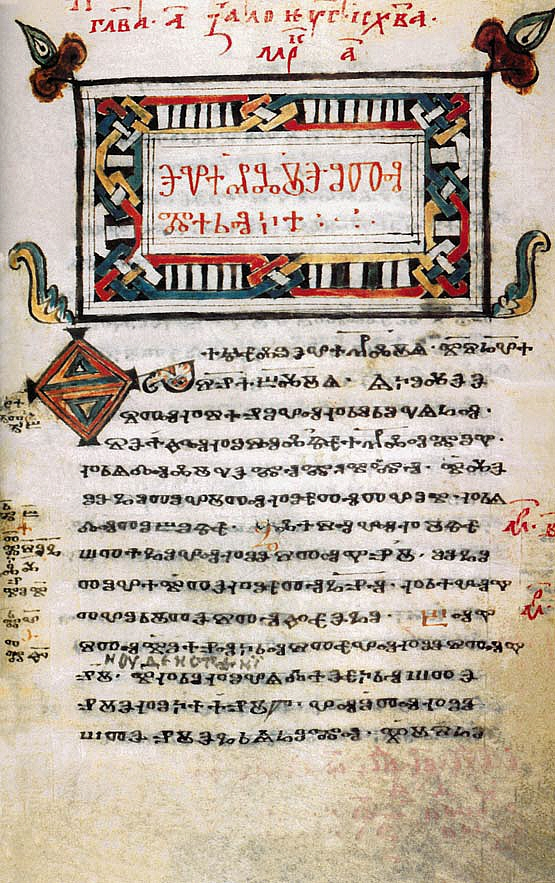
Begin van het Evangelie volgens Markus in de Codex Zographensis. De tekst is geschreven in het glagolitische alfabet.

Oudkerkslavisch, словѣньскъ ѩзыкъ, slověnĭskŭ językŭ, ook Oudbulgaars genoemd, is de oudste Slavische schrijftaal. Het Oudkerkslavisch dateert uit de tweede helft van de 9e eeuw en is op het Zuid-Slavische dialect van Thessaloniki gebaseerd, tussen het Bulgaars en het Macedonisch in. Voor het Oudkerkslavisch werden twee alfabetten gebruikt: het speciaal voor deze taal door Cyrillus en Methodius ontworpen glagolitische alfabet en het van het Griekse alfabet afgeleide oudcyrillische alfabet.
Het Oudkerkslavisch is nauw verbonden met het missiewerk van de uit Thessaloniki afkomstige broers Cyrillus en Methodius en hun leerlingen. Voor hun missie naar het Groot-Moravische Rijk in 863 vertaalden ze onder meer de Bijbel in het Slavisch. Als Oudkerkslavisch geldt uitsluitend de taal van teksten die verband houden met dit missiewerk. Kopieën van deze teksten zijn overgeleverd in de vorm van een beperkt aantal handschriften uit de 10e en 11e eeuw.
Het Oudkerkslavisch heeft zich verder tot het Kerkslavisch ontwikkeld, een taal die tot op heden als liturgische taal wordt gebruikt in de verschillende Slavische orthodoxe kerken. Voor de historische taalkunde is het Oudkerkslavisch van belang omdat het vanwege zijn ouderdom het dichtst in de buurt komt van het Oerslavisch, de gemeenschappelijke voorvader van alle Slavische talen.

## Oudkerkslavische handschriften

### Glagolitisch
- Codex Zographensis
- Codex Marianus
- Codex Assemanianus
- Psalterium Sinaiticum
- Kiever Blätter
- Euchologium Sinaiticum
- Glagolita Clozianus

### Cyrillisch
- Savvina Kniga
- Codex Suprasliensis

## Websites
- Altkirchenslavische Studien, afbeeldingen van 25 Oudkerkslavische handschriften
- Altkirchenslavische Studien, facsimile van de Kiever Blätter
- TB Krause en J Slocum. Old Church Slavonic Online, 2009. gearchiveerd, voor de Universiteit van Texas in Austin